# Dracontium ulei
Dracontium ulei är en kallaväxtart som beskrevs av Kurt Krause. Dracontium ulei ingår i släktet Dracontium och familjen kallaväxter. Inga underarter finns listade.